# ボフミーン - チャッツァ線
ボフミーン - チャッツァ線（チェコ語;Železniční trať Bohumín–Čadca）は、チェコ国鉄の鉄道線の名称である。路線番号は320。デートマロヴィツェ - チャッツァ間は特にプラハとジリナ・コシツェを結ぶ幹線として機能している。

## 歴史

### ボフミーン - ペトロヴィツェ線
1855年、皇帝フェルディナント北部鉄道により、ボフミーン - ヂェトマロヴィツェ - ゼブジドヴィツェ間が最初に開業した。また2019年以前は、ペトロヴィツェ - ヂェトマロヴィツェ間の路線番号が326であった。

### チャッツァ - ボフミーン線
この路線の建設は1867年晩秋に始まった。オーデルベルク - テーシェン区間が1869年2月1日すでに開通された。しかし施設の欠陥のため、同年3月15日から5月5日まで旅客営業は停止された。運営会社の資金難のため、他のコンソーシアムが「帝国特任カーシャウ＝オーデルベルク鉄道（k. k. privilegierte Kaschau-Odenburger Bahn, KsOd）」の社名で結成されて、既存区間を引き受けた。1871年1月8日にテーシェン - ジョルナ（現在ジリナ）区間の鉄道交通が開始された。急激な鉄道建設は工事の品質低下を同時に起きて、初年度には修繕工事が不可避に実行された。ボフミーン - ロウキ間は現在とルートが異なり、当時はオルロヴァーを経由していた。
元の線路は単線で、1898年にチャッツァ - ヤブルンコフ区間はヤブルンコーヴトンネルを除外して複線化された。1907年二番目の線路がヤブルンコフ - テーシェン区間に、1915年テーシェン - オーデルベルク区間に設置された。1917年にヤブルンコフ峠にもう一つの単線トンネルが完工された。
1963年から1964年まで電化工事がこの路線で実行された。その時期にヂェトマロヴィツェ - ロウキ間に新線が建設され、現在のルートになった。それでこの路線はヂェートマロヴィツェ駅でボフミーン - クラクフ区間の鉄道と接続することとなった。既存線路はその以来、貨物列車用度で使用されている。
1993年1月1日付きにこの路線はチェコスロバキアの分離によりチェコ鉄道によりそれぞれ引き受けられた。
2020年に、国境線からボフミーンまでの間に関する、ETCS改修計画が発表された。

## 運行形態

### 寝台超特急「ユーロナイト(EN)」
下記1系統が運行している。
- スロヴァキア号：　ヘブ/プラハ - ボフミーン - ジリナ - バンスカー・ビストリツァ/コシツェ
一日1往復の運行。ボフミーン以西は270号線に、チャッツァ以東はスロバキア国鉄127号線に直通する。
2019年以前はチャッツァを通過していた。

- ショパン号：　ブダぺスト/ミュンヘン/プラハ - ボフミーン - ゼブジドヴィツェ - ワルシャワ
一日1往復の運行。ゼブジドヴィツェ以東はポーランド国鉄93号線に、ボフミーン以西は271号線に直通する。ゼブジドヴィツェは西行に限り停車する。ボフミーン以西は、ブダペスト・ミュンヘン方面とプラハ方面で車両が分かれ、プラハ方面の車両はスロバキア号に併結される。
2024年度より運行を開始した。

- 過去の運行系統
  - ボヘミア号：　プラハ - ボフミーン - チャッツァ - フメンネー/キエフ
夏季など、多客期のみの季節運行で、一日1往復運行していた。トルジネツ、チェシーン、カルヴィナーにも停車していた。ボフミーン以西は270号線に、チャッツァ以東はスロバキア国鉄127号線に直通する。
ユーロナイトとして運行していたのは2016-19年度。2015年以前は、リフリーク(R)として運行されていた。
2018,19年度はチャッツァを通過していた。
2019年末に休止。

### 超特急「ユーロシティ(EC)」
下記3系統に分かれている。
- コシチャン号：　プラハ - ボフミーン - ジリナ - コシツェ
プラハ～321号線～チェシーン～ジリナ～コシツェ間に、一日1往復の運行。ボフミーン以西は270号線に、チャッツァ以東はスロバキア国鉄127号線に直通する。途中、チャッツァとチェスキー・チェシーンのみに停車し、ボフミーンも通過する。
過去の運行状況
2016年以前は、スーパーシティ(Supercity)の種別で、「ペンドリーノ・コシチャン」号として運行していた。チャッツァを通過していた。また土曜日のプラハ行も、ボフミーンを通過していた（金曜日のコシツェ行は停車）。
2017,18年度に限り、オストラヴァ - チェシーン間で321号線を経由していた。
2019年末より、ボフミーンに週1往復（金曜日のコシツェ行、土曜日のプラハ行）が停車する様になった。
2023年度より、ボフミーン停車の週1往復が運休となった。
2025年度より、ユーロシティ(EC)に格下げとなり、愛称もコシチャンとなった。

- オストラヴァン号：　プラハ - ボフミーン - チャッツァ - ジリナ
一日3往復の運行。4時間毎のパターンダイヤが組まれている。ボフミーン以西は271号線に、チャッツァ以東はスロバキア国鉄127号線に直通する。
過去の運行形態
2016年以前は、2時間間隔での運行であった。当初はユーロシティ(EC)中心であったが、後に食堂車・ビストロ車無しの列車がエクスプレス(Ex)に格下げされ、ユーロシティ(EC)は1日1往復のヤン・ペルネル号（食堂車つき）、および後述のロハーチェ号のみとなっていた。
2016年末に、半数がオストラヴァ以東に短縮され、リフリーク(R)に格下げされた結果、一日あたりユーロシティ(EC)1往復、エクスプレス(Ex)2往復の運行となった。また、週1日は1往復がナーヴシー以北の運行であった。
2019年度に限り、ユーロシティ(EC)2往復、エクスプレス(Ex)1往復の運行となった。また2019年度以降に愛称名が「オストラヴァン」に統一された。
2021年末に、エクスプレス(Ex)が全てユーロシティ(EC)に統一された。この時、ユーロシティ(EC)のビストロ車が食堂車に変更となった。
2025年度より、毎日3往復の運行となた。

- 過去の運行系統
  - コシチャン号、ロハーチェ号：　プラハ - オストラヴァ - チャッツァ - コシツェ
週1往復運行していた。他系統と違ってボフミーン、カルヴィナー、トルジネツを通過していた。ボフミーン以西は270号線に、チャッツァ以東はスロバキア国鉄127号線に直通していた。全車指定席で、食堂車を連結し、230V電源とWi-fiが使用可能となっていた。2015年以前はコシチャン号として運行していた。
2016年度以降、自由席が設置され、食堂車の代わりにビストロカーを連結する様になった。また、ロハーチェ号に愛称が変更となった。
2017,18年度は、オストラヴァ - チェシーン間で、321号線を経由していた。

### 超特急「インターシティ(IC)」
- オストラヴァン号：　プラハ～ボフミーン～ナーヴシー
一日1往復が運行され、トルジネツにも停車する。ボフミーン以西は270号線に直通する。
2021年以前はエクスプレス(Ex)として運行していた。

- バートホリ号：　ブダペスト/プラハ - ボフミーン - ゼブジドヴィツェ - ワルシャワ
- クラコヴィア号：　ブダペスト/プラハ - ボフミーン - ゼブジドヴィツェ - プシェミシル
- ダヌビウス号：　ウィーン - ボフミーン - ゼブジドヴィツェ - クラクフ
合わせて一日2往復の運行。ゼブジドヴィツェ以東はポーランド国鉄93号線に、ボフミーン以西は271号線に直通する。クラコヴィア号は、ボフミーン以西でプラハ方面とブダペスト方面で別の車両となり、ブダペスト方面の車両はバートホリ号に併結される。
過去の運行形態
2015年以前、一日4往復の運行で、2往復がワルシャワ - ウィーン、2往復がワルシャワ - プラハの列車であった。ゼブジドヴィツェ以東はポーランド国鉄93号線に、ボフミーン以西は271号線に直通していた。種別もユーロシティ(EC)であった。
2015年末に、ブダペスト - ワルシャワの列車が設定され、一日5往復の運行となった。
2017年末に、カトヴィツェ - ウィーン、クラクフ - プラハの系統が設定された一方、ブダペスト - ワルシャワ、プラハ - ワルシャワの計3便がポーランド国鉄151号線経由に変更され、一日4往復となった。
2018年末に、カトヴィツェ - ウィーンの系統がポーランド国鉄151号線直通に変更され、一日3往復となった。
2019年末に、ワルシャワ - ウィーンの1便、およびクラクフ - プラハの便がポーランド国鉄151号線直通に変更され、ワルシャワ - プラハの「ポロニア」号一日1往復のみの運行となった。
2020年末に、ポロニア号がポーランド国鉄151号線直通となった一方、クラコヴィア号がルート変更により320号線経由となった。このクラコヴィア号は、ボフミーンで2方面分割され、ブダペスト方面の車両はワルシャワ方面発着のバートホリ号に連結されていた。
2021年末に、クラコヴィア号もポーランド国鉄151号線直通となり、ゼブジドヴィツェを経由しなくなった。
2023年度より、ポロニア号が再び320号線経由に変更され、一日1往復の運行を再開した。
2024年度より、クラコヴィア号が再び320号線経由となった。さらに、ダヌビウス号が新設され、合わせて一日2往復となった。種別はインターシティ(IC)に変更された。
2025年度より、バートホリ号が320号線経由となり、一日3往復の運行となった。

### 超特急「LEOエクスプレス(LE)」
- プラハ - ボフミーン - カルヴィナー/コシツェ
一日2往復の運行。コシツェ発着（昼行・夜行1往復ずつ）。ボフミーン以西は270号線に、チャッツァ以南はスロバキア国鉄127号線に直通する。
過去の運行状況
2015年以前は、全て合わせて一日2.5往復しか運行していなかった他、コシツェ発プラハ行についてはボフミーンではなく321号線を経由していた。また、ビストルジツェにも停車していた。
2016年度は一日5.5往復運行していた他、ヂェトマロヴィツェとトルジネツにも停車していた。
2017年度以降、一日3往復（カルヴィナー以南は2往復）に減便となり、ヂェトマロヴィツェとトルジネツは通過に変更された。また、夜行の1往復は、週2日運休であった。
2019年度以降、ビストルジツェ通過となった。また、夜行便が毎日運行となった。
2023年度より、カルヴィナー以北の区間運転が増発され、一日4往復となった。
2025年度より、カルヴィナー以北の区間運転が取りやめられた。

- プラハ - ボフミーン - クラクフ　【火曜日以外の運行】
一日1往復の運行だが、金・日曜日は東行が2本、土・月曜日は西行が2本運行する。また、月曜日は東行が、水曜日は西行が運行せず、火曜日は双方向とも運行しない。ゼブジドヴィツェ以東はポーランド国鉄93号線に、ボフミーン以西は271号線に直通する。ボフミーン - オシフィエンチム間ノンストップ。
過去の運行形態
2018年に運行を開始した。夏季のみの運行で、ゼブジドヴィツェにも停車していた。
2019年春季より、週2往復通年運行を開始した。
2020年末に、ルート変更により320号線を経由しなくなった。
2024年度より、再び320号線経由となった。ゼブジドヴィツェは通過となった。
2025年3月より、週7往復に増発となった。

### 超特急「レギオジェット(RJ)」
- プラハ～321号線～チェシーン～ナーヴシー/ズヴォレン/コシツェ
一日5往復の運行。2往復がナーヴシー発着で、3往復がコシツェまで運行する。コシツェ発着便は全てナーヴシーとビストルジツェを通過する。チェシーン以西は321号線に、チャッツァ以東はスロバキア国鉄127号線に直通する。
過去の運行形態
2015年以前は、国際便3往復がユーロシティ(EC)、国内便3往復がインターシティ(IC)として運行されていた。また、国内便のトルジネツ以南は普通列車として運行していた。また、夜行便も昼行便同様にトルジネツ中央、チェシーンの両駅に停車していた。国際便も、一部がナーヴシーとビストルジツェに停車していた。
2015年末に、新種別「レギオジェット(RJ)」となった。
2019年末に、ナーヴシー発着の国内便が2往復に減便となった。
2020年末に、夜行便がチャッツァ - ハヴィールジョフ間ノンストップとなった。
2023年度より、ナーヴシーとビストルジツェは、国際便の全列車が通過となった。

- プシェミシル - ゼブジドヴィツェ - ボフミーン - プラハ
一日1往復の運行。ゼブジドヴィツェ以東はポーランド国鉄93号線に、ボフミーン以西は271号線に直通する。ゼブジドヴィツェは西行に限り停車する。
2024年度より運行を開始した。

### 特急「リフリーク(R)」
- キスチャン号：　オストラヴァ・スヴィノフ - ボフミーン - チャッツァ - ジリナ
オストラヴァ・スヴィノフ - ボフミーン - チャッツァ - バンスカー・ビストリツァ/ズヴォレン間に、一日5往復運行されている。ボフミーン以西は270号線に、チャッツァ以南はスロバキア国鉄127号線に直通する。
過去の運行形態
2016年以前は、プラハまで直通するエクスプレス(Ex)として、一日4往復運行していた。
2017年度より、リフリーク(R)に格下げとなった。愛称名は便により異なっていたが、後に「ファトラ」に統一された。
2021年度より、愛称名が「ファトラン」に変更となった。
2023年度より、愛称名が「キスチャン」に変更となり、一日5往復に増発された。

- コメニウス号：　プラハ - ボフミーン - ゼブジドヴィツェ - クラクフ
一日1往復運行されている。ボフミーン以西はシレジア号に併結されて270号線に、ゼブジドヴィツェ以東はポーランド国鉄93号線に直通する。
2024年度より運行を開始した。2024年度はガリツィアの愛称名であった。

### 快速「スピェシニー(Sp)」
- オパヴァ/オストラヴァ - 321号線 - ホチェブズ - ナーヴシー　【平日運行】
平日のみ運行。朝と、午後・夕方に運行する。
過去の運行形態
2018年末に運行を開始した。2019年度は、北行がトルジネツ始発2本、ナーヴシー始発がナーヴシー2本の運行であった。南行はトルジネツ始発3本、ナーヴシー始発2本が運行していた。ホチェブズにも停車していた他、ナーヴシー始発の2本は320号線内各駅に停車していた。
2020年度より、トルジネツ始発が1本増発された他、休日もトルジネツ発クンチツェ行が片道1本運行する様になった。
2022年度より、休日の運行が取りやめられた。
2025年度より、平日の朝と午後に運行を拡大した。また、ホチェブズとロピツェは全て通過となった。

### 普通
モスティを境に、系統が分かれている。
- オストラヴァ・スヴィノフ - ボフミーン - モスティ・ウ・ヤブルンコヴァ ( - チャッツァ)
1時間に1本の運行。一日3往復がモスティ停留所まで直通し、うち1往復のみ、スロヴァキアとの国境を越えてチャッツァまで運行する。原則、270号線のスヴィノフまで直通し、半数がストゥデーンカまで運行される。
過去の運行形態
2015年以前は、大部分がロウキを通過していた他、一部列車に限りダルコフにも停車していた。ロピツェは全列車が停車していた。また、モスティ - チャッツァの区間運転が一日6往復運行していた。
2016年度より、ロウキが全列車停車となる。また、大半がオストラヴァ本駅止まりとなった。
2016年松に、カルヴィナー・ダルコフ駅休止。
2018年度より、オストラヴァ本駅からスヴィノフまで（約半数がストゥデーンカまで）運転区間が延長となる。
2023年度より、北側は大部分がスヴィノフ発着となった他、モスティ - チャッツァ間の区間運転が取りやめられた。モスティ以南は一日1往復のみの運行となった。
2024年度より、一日2往復がモスティからモスティ停留所まで延伸された。また、ロピツェ通過の列車が設定された。

- ヂェトマロヴィツェ - ペトロヴィツェ・ウ・カルヴィネー - ボフミーン - スフドル/オストラヴァ空港　【平日運行】
一日4往復が運行する。ボフミーン以西は全列車が270号線のスヴィノフ、あるいはスフドル、空港方面まで直通する。
2019年以前は、大部分がペトロヴィツェ以東のみ、1～2時間に1本の運行で、午前中は4時間間隔が空くこともあった。うち平日3往復、休日1.5往復がボフミーンまで直通していた。2019年末に、ボフミーン直通が西側片道1本のみとなる。2021年末に大幅に減便され、平日のみ一日4往復の運行となったが、一方で全列車がオストラヴァ方面直通となった。

### 臨時列車
- オストラヴァの色（普通）
年8日、オストラヴァ中央 → チェスキー・チェシーン → ナーヴシー間に片道1本運行する。うち5日は、2本運行する。チェシーン以西は321号線に直通する。ロピツェとコンスカーを通過する。毎年運行している。
2023年度以前は、年8日、一日1本運行していた。
- ホッケー世界選手権2024号：　コシツェ/ブラチスラヴァ - チャッツァ - オストラヴァ・ヴィートコヴィツェ　【2024年5月、7日間運行】
2024年度に限り、年7日間のみ運行していた。種別はエクスプレス(Ex)。チェシーン以西は321号線に、チャッツァ以東はスロバキア国鉄127号線に直通し、チャッツァからヴィートコヴィツェまでノンストップであった。

### 過去の運行種別
- 超特急「インターシティ(IC)」
レギオジェット(RJ)のうち、チェコ国内のみを運行する便が、かつてこの種別で運行されていたが、2015年12月に新設の種別「レギオジェット(RJ)」となった。

## 駅一覧
以下では、チェコ国鉄270号線の駅と営業キロ、停車列車、接続路線などを一覧表で示す。なお、本表の他、2015年4月以降にストゥデーンカ～モシノフ・オストラヴァ空港間が開業する。

### チャッツァ - ボフミーン間
- 種別
  - EN：寝台特急「ユーロナイト」
  - EC：超特急「ユーロシティ」
  - Ex：超特急「エクスプレス」
  - LE：超特急「LEOエクスプレス」
  - RJ：超特急「レギオジェット」
  - R：特急「リフリーク」
  - Os：普通
- 停車駅
  - ■印：全列車停車
  - ●印：一部通過
  - ◐印：半数停車（ナーヴシー発着便のみ停車）
  - ○印：一部停車
  - ｜印：全列車通過

| 路線名 | 駅名                                     | 駅間営業キロ | 累計営業キロ       | 累計営業キロ       | 累計営業キロ       | EN | EC | IC | LE | RJ | R  | Sp | Os | 接続路線                                                                              | 所在地                 | 所在地                   |
| ------ | ---------------------------------------- | ------------ | ------------------ | ------------------ | ------------------ | -- | -- | -- | -- | -- | -- | -- | -- | ------------------------------------------------------------------------------------- | ---------------------- | ------------------------ |
| 127    | チャッツァ駅                             | -            | コシツェから 279.8 | チャッツァから 0.0 |                    | ■  | ■  |    | ■  | ■  | ■  |    | ■  | スロバキア国鉄 127号線（ジリナ方面） 128号線（マコフ方面）、129号線（スカリテー方面） | ジリナ県               | チャッツァ郡             |
| 127    | スヴルチノヴェツ停留所                   | 4.3          | 284.1              | 4.3                |                    | ｜ | ｜ |    | ｜ | ｜ | ｜ |    | ■  |                                                                                       | ジリナ県               | チャッツァ郡             |
| 320    | モスティ・ウ・ヤブロンコヴァ停留所       | 4.3          | 288.4              | 8.6                |                    | ｜ | ｜ |    | ｜ | ｜ | ｜ |    | ■  |                                                                                       | モラヴィア・スレスコ州 | フリーデク・ミーステク郡 |
| 320    | モスティ・ウ・ヤブロンコヴァ駅           | 1.8          | 290.2              | 10.4               |                    | ｜ | ｜ |    | ｜ | ｜ | ｜ |    | ■  |                                                                                       | モラヴィア・スレスコ州 | フリーデク・ミーステク郡 |
| 320    | ボツァノヴィツェ駅                       | 5.4          | 295.6              | 15.8               |                    | ｜ | ｜ |    | ｜ | ｜ | ｜ |    | ■  |                                                                                       | モラヴィア・スレスコ州 | フリーデク・ミーステク郡 |
| 320    | ナーヴシー駅                             | 3.4          | 299.0              | 19.2               |                    | ｜ | ●  | ■  | ｜ | ●  | ■  | ■  | ■  |                                                                                       | モラヴィア・スレスコ州 | フリーデク・ミーステク郡 |
| 320    | フラーデク駅                             | 2.9          | 301.9              | 22.1               |                    | ｜ | ｜ | ｜ | ｜ | ｜ | ｜ | ■  | ■  |                                                                                       | モラヴィア・スレスコ州 | フリーデク・ミーステク郡 |
| 320    | ビストルジツェ駅                         | 3.0          | 304.9              | 25.1               |                    | ｜ | ｜ | ｜ | ｜ | ○  | ｜ | ■  | ■  |                                                                                       | モラヴィア・スレスコ州 | フリーデク・ミーステク郡 |
| 320    | ヴェンドリニェ駅                         | 2.7          | 307.6              | 27.8               |                    | ｜ | ｜ | ｜ | ｜ | ｜ | ｜ | ■  | ■  |                                                                                       | モラヴィア・スレスコ州 | フリーデク・ミーステク郡 |
| 320    | トルジネツ中央駅                         | 1.9          | 309.5              | 29.7               |                    | ｜ | ●  | ■  | ■  | ●  | ■  | ■  | ■  |                                                                                       | モラヴィア・スレスコ州 | フリーデク・ミーステク郡 |
| 320    | トルジネツ駅                             | 2.3          | 311.8              | 32.0               |                    | ｜ | ｜ | ■  | ｜ | ｜ | ｜ | ■  | ■  |                                                                                       | モラヴィア・スレスコ州 | フリーデク・ミーステク郡 |
| 320    | トルジネツ・コンスカー駅                 | 2.2          | 314.0              | 34.2               |                    | ｜ | ｜ | ｜ | ｜ | ｜ | ｜ | ○  | ■  |                                                                                       | モラヴィア・スレスコ州 | フリーデク・ミーステク郡 |
| 320    | ロピツェ停留所                           | 2.1          | 316.1              | 36.3               |                    | ｜ | ｜ | ｜ | ｜ | ｜ | ｜ | ｜ | ●  |                                                                                       | モラヴィア・スレスコ州 | フリーデク・ミーステク郡 |
| 320    | チェスキー・チェシーン駅                 | 3.2          | 319.3              | 39.5               |                    | ｜ | ■  | ■  | ■  | ●  | ■  | ■  | ■  | 322号線（チェシン方面、フリーデク方面）                                               | モラヴィア・スレスコ州 | カルヴィナー郡           |
| 320    | ホチェブズ駅                             | 4.6          | 323.9              | 44.1               |                    | ｜ | ｜ | ｜ | ｜ | ｜ | ｜ | ｜ | ■  | 321号線（オパヴァ/プラハ方面）                                                        | モラヴィア・スレスコ州 | カルヴィナー郡           |
| 320    | ロウキ・ナド・オルシー駅                 | 1.7          | 325.6              | 45.8               |                    | ｜ | ｜ | ｜ | ｜ |    | ｜ |    | ■  |                                                                                       | モラヴィア・スレスコ州 | カルヴィナー郡           |
| 320    | カルヴィナー・ダルコフ駅（2016年末休止） |              | (331.2)            | (51.4)             |                    | ｜ | ｜ | ｜ | ｜ |    | ｜ |    | ｜ |                                                                                       | モラヴィア・スレスコ州 | カルヴィナー郡           |
| 320    | カルヴィナー本駅                         | 8.1          | 333.7              | 53.9               |                    | ｜ | ●  | ■  | ■  |    | ■  |    | ■  |                                                                                       | モラヴィア・スレスコ州 | カルヴィナー郡           |
| 320    | ヂェトマロヴィツェ駅                     | 6.7          | 340.4              | 60.6               | ウィーンから 284.4 | ｜ | ｜ | ｜ | ｜ |    | ｜ |    | ■  | ワルシャワ方面                                                                        | モラヴィア・スレスコ州 | カルヴィナー郡           |
| 320    | ドルニー・ルティニェ駅                   | 4.1          |                    | 64.7               | 280.3              | ｜ | ｜ | ｜ | ｜ |    | ｜ |    | ■  |                                                                                       | モラヴィア・スレスコ州 | カルヴィナー郡           |
| 320    | ボフミーン駅                             | 4.4          |                    | 69.1               | 275.9              | ■  | ●  | ■  | ■  |    | ■  |    | ■  | 271号線（プラハ方面） ポーランド国鉄151号線（ワルシャワ方面）                         | モラヴィア・スレスコ州 | カルヴィナー郡           |

### ゼブジドヴィツェ - ヂェトマロヴィツェ間
2022年度に限り、ゼブジドヴィツェ - ペトロヴィツェ間は定期旅客列車が運行していなかった。
| 路線名 | 駅名                               | 駅間営業キロ | 累計営業キロ             | 累計営業キロ       | LE | RJ | EN | IC | R  | Os | 接続路線                                                        | 所在地                 | 所在地         |
| ------ | ---------------------------------- | ------------ | ------------------------ | ------------------ | -- | -- | -- | -- | -- | -- | --------------------------------------------------------------- | ---------------------- | -------------- |
| 272    | ゼブジドヴィツェ駅                 | -            | ゼブジドヴィツェから 0.0 |                    | ｜ | ▼∧ | ■  | ■  | ■  |    | ポーランド国鉄 90号線（チェシン方面）、93号線（ワルシャワ方面） | シロンスク県           | チェシン郡     |
| 320    | ペトロヴィツェ・ウ・カルヴィネー駅 | 6.1          | 6.1                      | ウィーンから 290.8 | ｜ | ｜ | ｜ | ｜ | ｜ | ■  |                                                                 | モラヴィア・スレスコ州 | カルヴィナー郡 |
| 320    | ザーヴァダ駅                       | 3.1          | 9.2                      | 287.7              | ｜ | ｜ | ｜ | ｜ | ｜ | ■  |                                                                 | モラヴィア・スレスコ州 | カルヴィナー郡 |
| 320    | ヂェトマロヴィツェ駅               | 3.3          | 12.5                     | 284.4              | ｜ | ｜ | ｜ | ｜ | ｜ | ■  | オストラヴァ方面、モスティ方面                                  | モラヴィア・スレスコ州 | カルヴィナー郡 |